# Timonitis
Timonitis (en llatí Timonitis, en grec antic Τιμωνῖτις) va ser un districte de l'interior de Paflagònia, proper a les fronteres de Bitínia, segons diu Estrabó. També en parla Claudi Ptolemeu.
Segons Plini el Vell, els seus habitants es deien timoniacenses. Esteve de Bizanci anomena la fortalesa de Timonium (Τιμώνιον), a la Paflagònia, d'on sense cap dubte en derivaria el nom.